# 蔡潔
蔡潔（英語：Jacky Cai Jie，1989年1月2日—），生於廣東湛江市，香港女演員，於2012年墨爾本華裔小姐競選獲冠軍及「最上鏡小姐」等七個獎項，於2013年國際中華小姐競選獲得「最受傳媒歡迎佳麗」獎，於2014年大學畢業後加入娱乐圈，現為星王朝影視製作有限公司及邵氏兄弟、無綫電視旗下藝人。

## 简介
蔡潔生於廣東湛江，早年就讀湛江市第三幼兒園、湛江市機關第一幼兒園、湛江市第十五小學，初中后到广州求学，就读于广州市华师附中番禺学校（现广州南方学院番禺附属中学），在廣東實驗中學完成高中学业，大學就讀於暨南大學艺术学院導演系，是演員張鐵林愛徒，曾担任电视剧《铁齿铜牙纪晓岚4》副导演助理。畢業後前往澳大利亞墨爾本皇家理工大學攻讀創意媒體碩士。
2012年，蔡潔參加《墨爾本華裔小姐競選》，囊括包括冠軍及最上鏡小姐等七大獎項，創下地區紀錄。2013年代表墨爾本赴香港參加《國際中華小姐競選》，獲得最受傳媒歡迎佳麗。她在比賽後返回澳洲完成學位。
蔡潔在畢業後被香港導演彭浩翔發掘，於電影《香港仔》飾演「周美寶（護士仔）」一角，與曾志偉的對手戲令人印象深刻，並獲提名《第34屆香港電影金像獎》「最佳新演員」。其後得到金牌經理人黃柏高賞識，簽約成為太陽娛樂文化旗下藝人，主力演出電影。同時兼任墨爾本Adcity媒體製作人，為當地中文報刊iMCP廣告天下撰寫專欄《蔡洁会客室》。2015年加入正在電影製作有限公司出任編劇及導演，向全方位電影工作者發展。
2018年改簽邵氏兄弟，現為邵氏與星王朝聯合管理藝人。2021年，於《拳王》擔任女配角。2022年於《法証先鋒V》首次擔任女主角。

## 演出作品

### 電視劇
| 首播     | 劇名                     | 角色             |
| 邵氏兄弟 |                          |                  |
| 2019年   | 飛虎之雷霆極戰           | 毛逸敏           |
| 2020年   | 非凡三俠                 | Linda／AI Linda  |
| 2021年   | 飛虎之壯志英雄           | 宋潔怡           |
| 2023年   | 廉政狙擊                 | 韓睿妮（Vani）   |
| 2025年   | 執法者們                 | 何天茹           |
| 無綫電視 |                          |                  |
| 2021年   | 拳王                     | 江家晴           |
| 2022年   | 法證先鋒V                | 范佩清（Ruby）   |
| 2023年   | 一舞傾城                 | 文雅倫（Monica） |
| 2023年   | 香港人在北京             | 蘇菲             |
| 2024年   | 反黑英雄                 | 范佩清           |
| 2024年   | 法證先鋒VI：倖存者的救贖 | 范佩清（Ruby）   |
| 2024年   | 廉政行動2024             | 黃鳳瑛           |
| ViuTV    |                          |                  |
| 2017年   | 短暫的婚姻               | Cecilia          |
| 其他     |                          |                  |
| 2018年   | 東方華爾街               | 章慧莎           |

### 電影
| 首映   | 電影名                 | 角色         | 導演         |
| 2014年 | 香港仔                 | 周美宝       | 彭浩翔       |
| 2015年 | 賭城風雲II             | 小綠         | 王晶         |
| 2015年 | 燈塔下的戀人           | 振強妻       | 梁德森       |
| 2015年 | 同班同學               | 球场女同学J  | 陸以心       |
| 2015年 | 十月初五的月光         | Billy仔老婆  | 葉念琛       |
| 2015年 | 踏血尋梅               | 李慕容       | 翁子光       |
| 2015年 | 紀念日                 | 琪琪         | 葉念琛       |
| 2016年 | 我老婆係明星           | 靜茹         | 翁秀蘭       |
| 2016年 | 江湖悲劇               | 傅明月       | 林超榮       |
| 2016年 | S風暴                  | 李麗         | 林德祿       |
| 2016年 | 辣警霸王花             | 李潔         | 錢國偉       |
| 2016年 | 兇手還未睡             | 雯雯         | 邱禮濤       |
| 2017年 | 指甲刀人魔             | 表姐         | 關智耀       |
| 2017年 | 殺破狼·貪狼            | 小曼         | 葉偉信       |
| 2017年 | 天生不對               | 皇后／黃凱琳 | 谷德昭       |
| 2018年 | 紅海行動               | 无人机操纵员 | 林超賢       |
| 2018年 | 大樂師·為愛配樂        | 鍾小姐       | 馮志強       |
| 2018年 | 脫皮爸爸               | 祝麗華       | 司徒慧焯     |
| 2019年 | 新河東獅吼（網絡電影） | 琴操         | 王晶         |
| 2019年 | 使徒行者2：諜影行動    | Emma         | 文偉鴻       |
| 2019年 | 迷局伏香               | 郭婉君       | 孔瑞良       |
| 2019年 | 犯罪現場               | 歐陽女友     | 馮志強       |
| 2020年 | 阿索的故事             | 程琪琪       | 葉念琛       |
| 2021年 | 總是有愛在隔離         | 酒店住客     | 谷德昭       |
| 2021年 | 金錢帝國：追虎擒龍     | 林善怡       | 王晶         |
| 2025年 | 麻雀女王追男仔         | 龍嫂         | 王晶、葉念琛 |
| 2025年 | 搖擺舞                 | 嘉欣         | 刘星         |
| 待上映 | 驅魔龍族馬小玲         | 王珍珍       | 陳十三       |

### 短片演出
| 年份   | 片名       | 角色   | 性質                                    |
| 2011年 | 愛情這齣戲 | 蔡潔明 | 暨南大學07屆導演系畢業作品 自編自導自演 |
| 2024年 | 热点女王   | 邱洛   | 时装商战 单元人物                       |

### 節目主持
翡翠衛星台
- 2013墨爾本美食巡禮
- 上天下海玩轉昆士蘭
- 吱吱喳喳遊沙巴

無綫電視
- 請1日假去旅行 (第二輯) 與吳沚默一同主持

### 電視節目
| 首播日期      | 節目名               |
| 無綫電視      |                      |
| 2013年2月24日 | 2013國際中華小姐競選 |

### MV演出
- 2015年 沈震軒 《約誓》
- 2015年 李健宏（Kevin Boy）《我是肥仔》
- 2023年 李克勤《弦續》

## 歌曲
- 《分分鐘需要你》 （收錄于：香港仔原聲大碟）
- 《Lost In The Night》 （法证先锋6片尾曲）

## 獎項及提名
| 年份 | 頒獎單位                     | 獎項                                       | 作品                                  | 結果     |
| 2012 | 新人王歌唱選拔大賽           | 冠軍                                       | 戴佩妮《回家路上》 澳洲巡迴演唱會授獎 | 獲獎     |
| 2012 | 全球華人新秀歌唱大賽墨爾本區 | 不適用                                     | 不適用                                | 最後十強 |
| 2012 | 墨爾本華裔小姐競選           | 冠軍                                       | 不適用                                | 獲獎     |
| 2012 | 墨爾本華裔小姐競選           | 最上鏡小姐                                 | 不適用                                | 獲獎     |
| 2012 | 墨爾本華裔小姐競選           | 最具投資智慧獎                             | 不適用                                | 獲獎     |
| 2012 | 墨爾本華裔小姐競選           | 美腿大獎                                   | 不適用                                | 獲獎     |
| 2012 | 墨爾本華裔小姐競選           | 網上最佳人氣獎                             | 不適用                                | 獲獎     |
| 2012 | 墨爾本華裔小姐競選           | 長青旅遊大使                               | 不適用                                | 獲獎     |
| 2012 | 墨爾本華裔小姐競選           | 養生保健大使                               | 不適用                                | 獲獎     |
| 2013 | 國際中華小姐競選             | 最受傳媒歡迎佳麗                           | 不適用                                | 獲獎     |
| 2015 | 第34屆香港電影金像獎         | 最佳新演員                                 | 《香港仔》                            | 提名     |
| 2018 | 2017香港電視大獎             | 女配角獎（迷你劇、單元劇、特別劇、網絡劇） | 《短暫的婚姻》                        | 獲獎     |
| 2022 | 萬千星輝頒獎典禮2021         | 最佳女配角                                 | 《拳王》                              | 提名     |
| 2022 | 萬千星輝頒獎典禮2021         | 最受歡迎電視女角色                         | 《拳王》                              | 最後十強 |
| 2022 | 萬千星輝頒獎典禮2021         | 最受歡迎電視拍擋（與張振朗、朱敏瀚）       | 《拳王》                              | 提名     |
| 2023 | 萬千星輝頒獎典禮2022         | 最佳女主角                                 | 《法證先鋒V》                         | 提名     |
| 2023 | 萬千星輝頒獎典禮2022         | 最受歡迎電視女角色                         | 《法證先鋒V》                         | 提名     |
| 2023 | 萬千星輝頒獎典禮2022         | 馬來西亞最喜愛TVB女主角                    | 《法證先鋒V》                         | 最後十強 |
| 2024 | 萬千星輝頒獎典禮2023         | 最佳女主角                                 | 《香港人在北京》                      | 提名     |
| 2025 | 萬千星輝頒獎典禮2024         | 最佳女主角                                 | 《法證先鋒VI：倖存者的救贖》          | 最後十強 |
| 2025 | 萬千星輝頒獎典禮2024         | 大灣區最喜愛TVB女主角                      | 《法證先鋒VI：倖存者的救贖》          | 提名     |
| 2025 | 萬千星輝頒獎典禮2024         | 馬來西亞最喜愛TVB女主角                    | 《法證先鋒VI：倖存者的救贖》          | 提名     |

## 書籍
| 年份      | 書名                   | 出版社       | ISBN              | 類別     |
| 2019年2月 | 夢的轉場機器           | 時代圖書     | ISBN9789887935223 | 短篇小說 |
| 2023年7月 | 有隻貓在芒果星         | 蔡潔工作室   | ISBN9789887014706 | 短篇小說 |
| 2024年7月 | 81                     | 曹志豪工作室 | ISBN9789887061908 | 漫画     |
| 2025年7月 | 失败的我被放上了置物架 | 曹志豪工作室 | ISBN9789887644231 | 漫画     |

## iMCP廣告天下报导兼专栏
| 年份   | 內容                                                                       |
| 2014年 | 胡定欣 我不是藝人（页面存档备份，存于）                                    |
| 2014年 | 男人40 彭浩翔的這些年 （页面存档备份，存于）                               |
| 2015年 | 男神不會想太多 張孝全 獨家專訪 （页面存档备份，存于）                      |
| 2015年 | 女神劉心悠 到墨爾本退休 （页面存档备份，存于）                             |
| 2015年 | 有一種甜蜜叫梁詠琪 （页面存档备份，存于）                                  |
| 2015年 | 拼搏，因為有夢想 Janice Man文詠珊 （页面存档备份，存于）                   |
| 2015年 | 華麗回歸 方力申 （页面存档备份，存于）                                     |
| 2015年 | 完美8號 周柏豪 （页面存档备份，存于）                                      |
| 2016年 | 演員練習生 顏卓靈 （页面存档备份，存于）                                   |
| 2016年 | 願你記得我 BabyJohn 蔡瀚億 （页面存档备份，存于）                          |
| 2016年 | 漫 • 春夏 人在愛中成長 （页面存档备份，存于）                              |
| 2016年 | 女人如兄弟 摩羯女與雙子男 關於真愛的漫談 尹志文專訪 （页面存档备份，存于） |
| 2016年 | 《江湖悲劇》 You want funny? Take it easy. （页面存档备份，存于）          |
| 2016年 | 《點五步》：人生有樣好重要的事叫爭氣 （页面存档备份，存于）                |

## 外部連結
- 蔡潔在互联网电影资料库（IMDb）上的資料（英文）
- 蔡潔在豆瓣上的资料（简体中文）
- 蔡潔 -邵氏女藝人 （页面存档备份，存于）
- 蔡潔的新浪微博
- 蔡潔 Jacky Cai的Facebook專頁
- 蔡潔的Instagram帳戶
- 蔡潔在香港影庫上的簡介